# Mesokalliapseudes soniadawnae
Mesokalliapseudes soniadawnae is een naaldkreeftjessoort uit de familie van de Kalliapseudidae. De wetenschappelijke naam van de soort is voor het eerst geldig gepubliceerd in 1993 door Bamber.